# Alexander Stein (Prälat)
Alexander Stein (* 3. Januar 1911 in Frankfurt-Nied; † 6. Juli 1980 in Dernbach) war ein deutscher römisch-katholischer Theologe.

## Leben
Stein wuchs in Lindenholzhausen und Niederbrechen auf. 1937 wurde er zum Priester geweiht und wurde nach Kaplansjahren in Holler und Geisenheim und einer Tätigkeit im Limburger Priesterseminar (1948–1950) Domvikar und Referent für Sozialarbeit. 1950 gründete er die Frankfurter Sozialschule als katholisch-soziales Bildungswerk der Diözesen Limburg, Mainz und Fulda. Von 1952 bis 1971 war er Geschäftsführer der Arbeitsgemeinschaft katholisch-sozialer Bildungswerke in der Bundesrepublik Deutschland. 1959 wurde er Ordinariatsrat und 1965 schließlich zum Päpstlichen Hausprälaten ernannt.
Daneben war er von 1952 bis 1958 Diözesanpräses der Katholischen Arbeitnehmer-Bewegung (KAB) und Diözesanmännerseelsorger. Auch die Fragen der Landwirtschaft waren für ihn als Leiter der „Landvolkseelsorge“ zentral, z. B. in seinem  Einsatz für die Flurbereinigung und für die Gründung von „Aussiedlerhöfen“.
Er war ein bedeutender Vertreter des sozialen Katholizismus und als solcher ein Verfechter der Einheitsgewerkschaft im Richtungsstreit in der katholischen Kirche um die Frage von Einheitsgewerkschaft und christlichen Gewerkschaften. Er suchte das Vertrauen der Gewerkschaften in die katholische Kirche zu stärken und deren Vorbehalten zu begegnen. Er pflegte Kontakte mit Georg Leber, Oswald von Nell-Breuning und Walter Dirks. Auch war er ein enger Vertrauter von Bischof Wilhelm Kempf.